# 틱 장애
틱 장애(tic disorder)는 신경 질환의 하나이다. 유아기에 발병하기 쉬우며, 청소년이나 어른들도 스트레스 때문에 틱장애인이 될 수 있다. 주된 증상은 몸(특히 손)의 경련이며, 원인은 스트레스에 의한 것이 많고, 유전에 의한 가능성도 있다. 취미활동 등으로 스트레스가 해소되면 증상도 완화된다.

## 증상
뚜렷한 목적 없이 특정한 근육에 일어나는 불수의적(不隨意的)인 운동이다. 아래와 같은 증상이 한 장소 안에 생기는 일도 있으나, 팔을 움찔 움직이고 얼굴을 찡그린다든가 하는 2개소 이상에 출현하는 일도 있고, 또한 연이어 장소가 옮겨 가는 경우도 있다.
- 머리를 흔든다.
- 얼굴을 찡그린다.
- 눈을 계속 깜박거린다.
- 코를 킁킁거린다.
- 헛기침을 한다.
- 어깨나 팔·다리 등을 움찍거린다.
- 한숨을 쉰다.
- 이상한 소리(奇聲)를 낸다.

## 원인
틱병은 그 발단(發端)에 있어서는 목적을 가진 반사적 동작이었으나 후에는 불수의적(不隨意的)으로 반복하게 된 것으로 간주되는 경우가 많다. 예컨대 결막염으로 눈을 깜박거리던 것이 후에 자동적이 되었다든지, 모자가 머리에 맞지 않아서 얼굴을 찡그리던 것이 후에까지 지속된다든지 하는 것들이다. 그러나 기질적(器質的) 원인(뇌염의 후유증 등)도 있으며, 그 밖에도 여러 가지 설이 있어서 원인은 분명하지 않다.

## 치료
틱병은 치료가 어려우며, 특히 많은 증상을 갖는 경우가 그러하다. 먼저 틱병의 증상 그 자체를 금지시켜 본다든지 하는 일은 전혀 무의미할 뿐만 아니라, 그러한 증상에 어린이의 주의를 더욱더 집중시키는 것이 되므로 한층 없어지기 어려워진다. 전문가에 의한 심리요법과 병행하여, 틱병을 발생시키고 지속시킨 어린이의 환경에 내재하는 문제점을 개선하여 어린이가 자신의 환경에 보다 잘 적응할 수 있도록 도와주는 일이 중요하다.

## 같이 보기
- 투렛증후군
- 모욕증